# Lua gelada

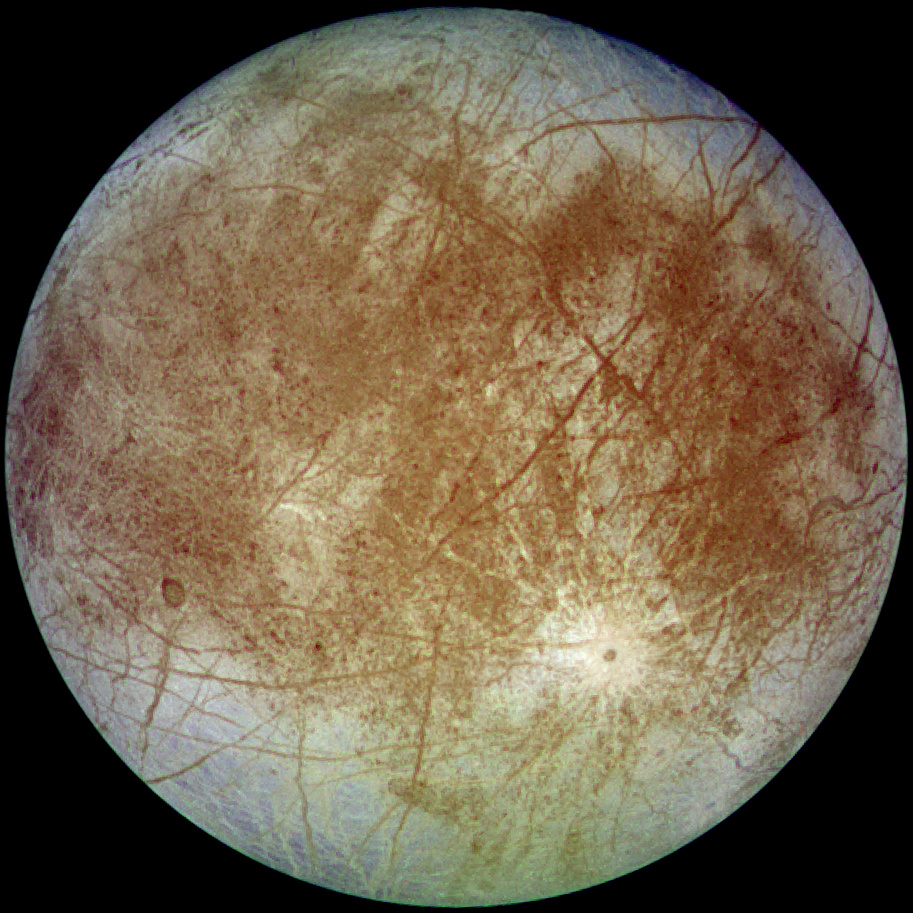
Europa, um dos satélites de Júpiter.

Luas geladas são uma classe comum de planetoides cuja superfície é fundamentalmente gelo, possivelmente com um oceano por debaixo desse gelo e com um núcleo rochoso de sílica ou rocha metálica. O protótipo desta classe de objectos é a lua Europa de Júpiter. Muitas luas de Júpiter, Saturno, Urano, Neptuno e o sistema planetário binário de Plutão-Caronte pertencem a esta classe.
As luas geladas aquecidas por forças de maré podem ser do tipo mais comum de objectos a ter água líquida, e assim, o tipo de objecto mais provável a albergar vida baseada em água.